# 50 kilomètres marche aux Jeux olympiques d'été de 1996
Navigation
Barcelone 1992 Sydney 2000
L'épreuve du 50 kilomètres marche aux Jeux olympiques de 1996 s'est déroulée le 2 août 1996 dans les rues d'Atlanta aux États-Unis, avec une arrivée au Centennial Olympic Stadium. Elle a été remportée par le Polonais  Robert Korzeniowski.

## Résultats

### Finale
| Rang               | Athlète                | Pays             | Temps           |
| ------------------ | ---------------------- | ---------------- | --------------- |
| Médaille d'or      | Robert Korzeniowski    | Pologne          | 3 h 43 min 30 s |
| Médaille d'argent  | Mikhail Shchennikov    | Russie           | 3 h 43 min 46 s |
| Médaille de bronze | Valentí Massana        | Espagne          | 3 h 44 min 19 s |
| 4.                 | Arturo Di Mezza        | Italie           | 3 h 44 min 52 s |
| 5.                 | Viktor Ginko           | Biélorussie      | 3 h 45 min 27 s |
| 6.                 | Ignacio Zamudio        | Mexique          | 3 h 46 min 07 s |
| 7.                 | Valentin Kononen       | Finlande         | 3 h 47 min 40 s |
| 8.                 | Sergey Korepanov       | Kazakhstan       | 3 h 48 min 42 s |
| 9.                 | Daniel García          | Mexique          | 3 h 50 min 05 s |
| 10.                | Tim Berrett            | Canada           | 3 h 51 min 28 s |
| 11.                | Aleksandar Raković     | Yougoslavie      | 3 h 51 min 31 s |
| 12.                | Axel Noack             | Allemagne        | 3 h 51 min 55 s |
| 13.                | Giovanni Perricelli    | Italie           | 3 h 52 min 31 s |
| 14.                | Zhang Huiqiang         | Chine            | 3 h 53 min 10 s |
| 15.                | Thomas Wallstab        | Allemagne        | 3 h 54 min 48 s |
| 16.                | Héctor Moreno          | Colombie         | 3 h 54 min 57 s |
| 17.                | Julio César Urías      | Guatemala        | 3 h 56 min 27 s |
| 18.                | Germán Sánchez         | Mexique          | 3 h 57 min 47 s |
| 19.                | René Piller            | France           | 3 h 58 min 00 s |
| 20.                | Roman Mrazek           | Slovaquie        | 3 h 58 min 20 s |
| 21.                | Štefan Malík           | Slovaquie        | 3 h 58 min 40 s |
| 22.                | Jaime Barroso          | Espagne          | 4 h 01 min 09 s |
| 23.                | Modris Liepiņš         | Lettonie         | 4 h 01 min 12 s |
| 24.                | Allen James            | États-Unis       | 4 h 01 min 18 s |
| 25.                | Nikolay Matyukhin      | Russie           | 4 h 01 min 49 s |
| 26.                | Andrzej Chylinski      | États-Unis       | 4 h 03 min 13 s |
| 27.                | Miloš Holuša           | Tchéquie         | 4 h 03 min 16 s |
| 28.                | Martial Fesselier      | France           | 4 h 04 min 42 s |
| 29.                | Tadahiro Kosaka        | Japon            | 4 h 05 min 57 s |
| 30.                | Antero Lindman         | Finlande         | 4 h 07 min 58 s |
| 31.                | Pascal Charrière       | Suisse           | 4 h 10 min 20 s |
| 32.                | Peter Tichý            | Slovaquie        | 4 h 10 min 55 s |
| 33.                | Craig Barrett          | Nouvelle-Zélande | 4 h 15 min 15 s |
| 34.                | Chris Maddocks         | Royaume-Uni      | 4 h 18 min 41 s |
| 35.                | Daugvinas Zujus        | Lituanie         | 4 h 23 min 35 s |
| 36.                | José Magalhaes         | Portugal         | 4 h 27 min 37 s |
| —                  | Jesús Ángel García     | Espagne          | DNF             |
| —                  | Duane Cousins          | Australie        | DNF             |
| —                  | Giovanni De Benedictis | Italie           | DNF             |
| —                  | Yevgeniy Misyulya      | Biélorussie      | DNF             |
| —                  | Jani Lehtinen          | Finlande         | DNF             |
| —                  | Vitaliy Popovych       | Ukraine          | DNF             |
| —                  | Andrey Plotnikov       | Russie           | DNF             |
| —                  | Ronald Weigel          | Allemagne        | DNF             |
| —                  | Hubert Sonnek          | Tchéquie         | DNF             |
| —                  | Thierry Toutain        | France           | DQ              |
| —                  | Simon Baker            | Australie        | DQ              |
| —                  | Hugo López             | Guatemala        | DQ              |
| —                  | Mao Xinyuan            | Chine            | DQ              |
| —                  | Zhao Yongsheng         | Chine            | DQ              |
| —                  | Herman Nelson          | États-Unis       | DQ              |
| —                  | Fedosei Ciumacenco     | Moldavie         | DNS             |

## Légende
Records et Performances
- AR : Record continental (area record)
- CR : Record des championnats (championship record)
- MR : Record du meeting (meet record)
- NR : Record national (national record)
- OR : Record olympique (olympic record)
- PR : Record paralympique (paralympic record)
- PB : Record personnel (personal best)
- SB : Meilleure performance personnelle de la saison (season's best)
- WL : Meilleure performance mondiale de l'année (world leader)
- WJR : Record du monde junior (world junior record)
- WR : Record du monde (world record)

Circonstances et Conditions
- DNF : N'a pas terminé (did not finish)
- DNS : N'a pas pris le départ (did not start)
- DQ : Disqualification (disqualification)
- NM : Aucun essai valable enregistré (No Mark)
- Q : Qualifié « directement » au prochain tour (ou à la prochaine compétition), lors d'une compétition majeure, grâce au classement ou à la réalisation des minima (automatic qualifier)
- q : Qualifié au prochain tour (ou à la prochaine compétition), lors d'une compétition majeure, grâce au repêchage ou à la réalisation de l'une des meilleures performances parmi celles des « non qualifiés directement » (grâce au meilleur temps ou à la meilleure distance par exemple) (secondary qualifier)